# 58. pehotni polk (Avstro-Ogrska)
Za druge 58. polke glejte 58. polk.
58. pehotni polk (izvirno nemško Infanterie-Regiment Nr. 58; dobesedno slovensko: Pehotni polk št.) je bil pehotni polk k.u.k. Heera.

## Poimenovanje
- Galizisches Infanterie Regiment »Erzherzog Ludwig Salvator« Nr. 58
- Infanterie Regiment Nr. 58 (1915 - 1918)

## Zgodovina
Polk je bil ustanovljen leta 1763. 

### Prva svetovna vojna
Polkovna narodnostna sestava leta 1914 je bila sledeča: 72% Rutencev in 28% drugih. Naborni okraj polka je bil v Stanislauu, pri čemer so bile polkovne enote garnizirane sledeče: Stanislau (štab, I. in III. bataljon), Zaleszczyki (II. bataljon) in Foča (IV. bataljon).
Med prvo svetovno vojno se je polk bojeval tudi na soški fronti.
V sklopu t. i. Conradovih reform leta 1918 (od junija naprej) je bilo znižano število polkovnih bataljonov na 3.

## Organizacija
1918 (po reformi)
- 1. bataljon
- 2. bataljon
- 3. bataljon

## Poveljniki polka
- 1859: Carl Czetsch von Lindenwald[8]
- 1865: Joseph Weyracher von Waidenstrauch[9]
- 1879: Adolph Fidler von Isarborn[10]
- 1908: Miecislaus von Zaleski[11]
- 1914: Johann Konschegg[1]